# Parelaphidion
Parelaphidion is een kevergeslacht uit de familie van de boktorren (Cerambycidae). De wetenschappelijke naam van het geslacht werd voor het eerst geldig gepubliceerd in 1985 door Skiles.

## Soorten
Parelaphidion omvat de volgende soorten:
- Parelaphidion aspersum (Haldeman, 1847)
- Parelaphidion incertum (Newman, 1840)